# Stazione di Genova Cornigliano
La stazione di Genova Cornigliano è una fermata ferroviaria situata sulla linea Genova-Ventimiglia. Serve il quartiere di Cornigliano della città di Genova.

## Storia

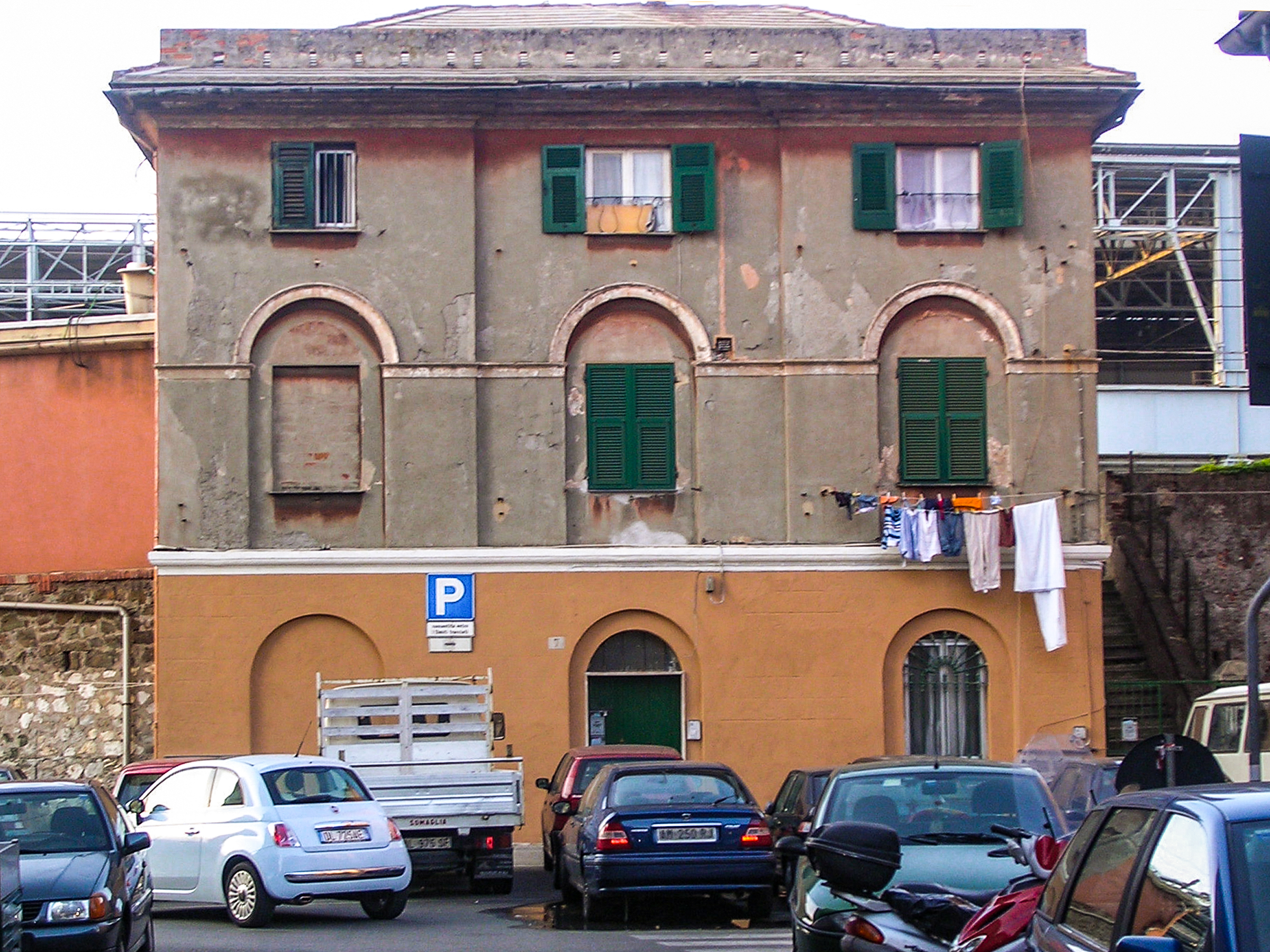
L'edificio dell'antica stazione di Genova Cornigliano, nel centro della delegazione, in una foto precedente alla riqualificazione del 2023

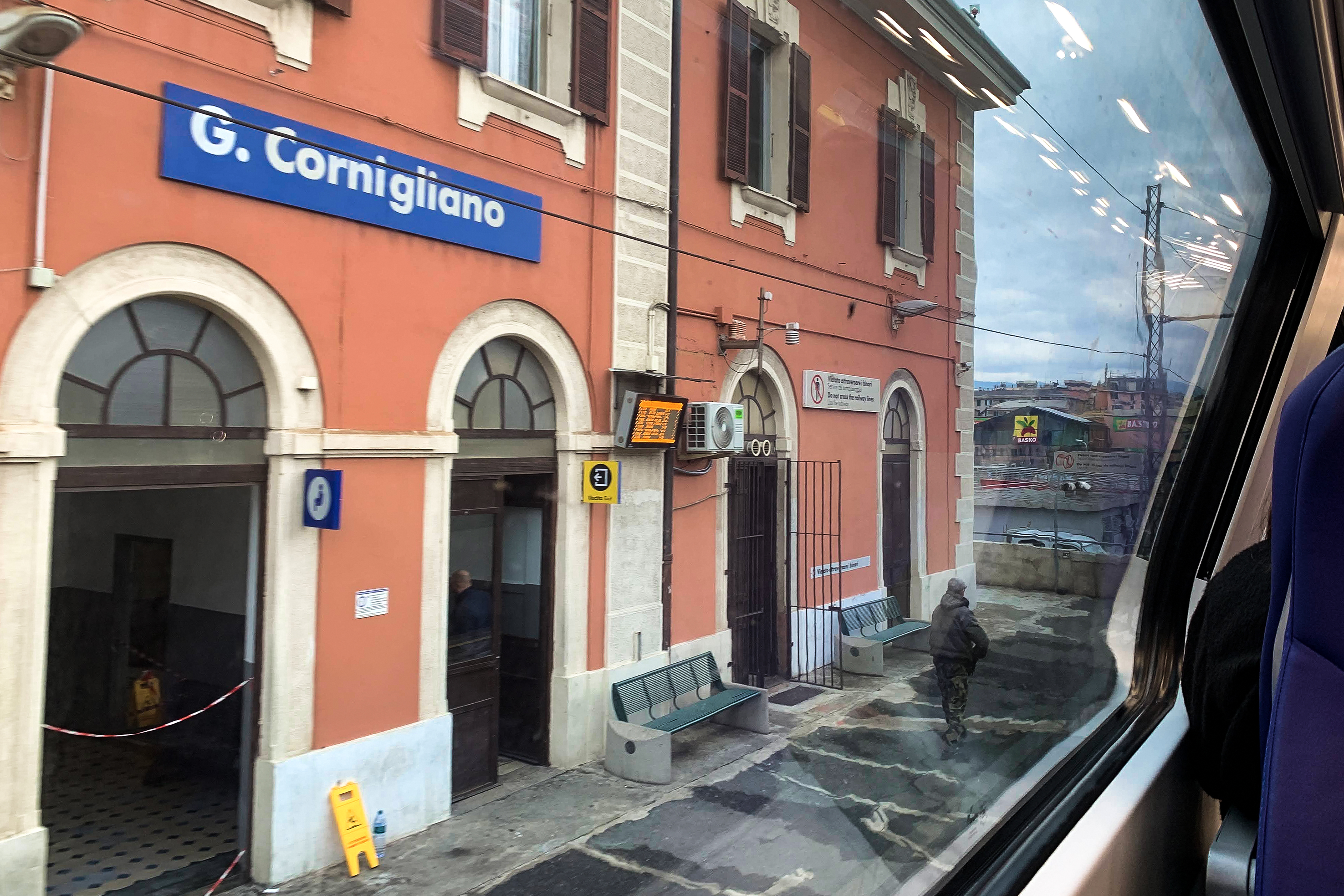
L'edificio secondario della stazione di Genova Cornigliano, posto a servizio del binario sul lato mare

La prima stazione della delegazione era un piccolo edificio posto centralmente rispetto all'allora comune di Cornigliano Ligure, in piazza Battelli. La stazione, da cui era allora visibile il Castello Raggio, venne anche raffigurata sulla copertina del quarto numero della Domenica del Corriere del 1926, relativa al trasporto via ferrovia della salma di Margherita di Savoia tra Bordighera e Roma.
Nello stesso anno, in conseguenza dell'aggregazione a Genova dei comuni limitrofi, la stazione, fino ad allora denominata semplicemente "Cornigliano", assunse la nuova denominazione di "Genova Cornigliano".
La stazione originale fu sostituita il 15 gennaio 1929 dal nuovo impianto, posto a 357,70 m dalla precedente fermata, in posizione periferica rispetto al centro del quartiere, di fronte a quella che allora era una spiaggia ricca di stabilimenti balneari (tra cui i Bagni Castello Raggio, raggiungibili attraverso un passaggio a livello posto a poca distanza dalla stazione stessa, ora scomparso). 
Durante la costruzione della nuova stazione fu progettata una "Variante alla facciata" che comprendeva l'installazione di una pensilina sulla facciata verso l'abitato; tale pensilina doveva andare a coprire l'area compresa tra le tre porte di accesso all'atrio di stazione. Inoltre, era prevista l'installazione di quattro lampioni sulla scalinata. Queste opere non furono però realizzate.
Con la costruzione dell'impianto siderurgico e poi, nel dopoguerra, dello stabilimento "Oscar Sinigaglia" dell'Italsider, nella zona a mare antistante Cornigliano ricavata tramite riempimenti, la stazione fu protagonista del grande flusso di viaggiatori pendolari, a cui si aggiungeva la popolazione della delegazione in crescita rispetto ai decenni precedenti.
Con la successiva crisi dell'industria siderurgica ha però perso le caratteristiche ferroviarie di stazione venendo declassata a fermata servita dai treni metropolitani e regionali pur restando di fondamentale importanza per il trasporto pubblico del quartiere, oltre ad essere la più vicina all'Aeroporto di Genova-Sestri Ponente tra le tre stazioni di interscambio (Cornigliano, Sampiardarena e Piazza Principe) tra il servizio ferroviario e i mezzi pubblici su gomma diretti allo scalo.
Nel 1984, la piazza antistante la stazione, è stata intitolata a Ernesto Savio, partigiano della 576ª Brigata Garibaldi SAP "Rizzolio", qui ucciso dai nazifascisti il 24 aprile 1945 durante l'insurrezione generale per liberare Genova. 
A partire dal 2005, sono stati ipotizzati alcuni piani che nell'ambito del rifacimento del nodo ferroviario di Genova prevederebbero la chiusura dell'impianto stazione (con il riutilizzo dell'edificio per altre destinazioni) e la creazione di una nuova fermata più a levante, denominata Cornigliano Est, sull'area adiacente ad una delle rimesse di AMT; il bando per la costruzione di tale nuova stazione è stato emesso nel corso del 2020, per un costo di 800.000 euro.

## Strutture e impianti
La stazione dispone di due binari con marciapiedi privi di pensilina ed un sottopassaggio. Inoltre sono presenti quattro accessi, due posti lateralmente rispetto al fabbricato viaggiatori che sono chiusi e uno dall’atrio del fabbricato viaggiatori che permette l’accesso sia al primo marciapiede, che al sottopassaggio. Un altro accesso recentemente costruito si trova all’estremità del primo marciapiede.
Il fabbricato viaggiatori esternamente risulta in ordine (grazie alla ristrutturazione della facciata avvenuta nel 2007). Il fabbricato viaggiatori comprende un corridoio d’accesso al sottopassaggio e alla sala d’attesa dove sono poste due panchine è una “Self service” di Trenitalia. Sono presenti i servizi igienici. Il fabbricato viaggiatori è dotato di una pavimentazione che risale alla costruzione del fabbricato; il sottopassaggio è dotato di un pavimento in ardesia, mentre il fabbricato è dotato di piastrelle decorate. I locali del fabbricato viaggiatori accessibili al pubblico si trovano in uno stato di degrado.
I due marciapiedi alti 25 cm sono dotati di una pavimentazione di asfalto. Sul secondo marciapiede è presente un fabbricato di piccole dimensioni che protegge l’accesso al sottopassaggio e che contiene una piccola sala d’attesa dove sono presenti due panchine. Il primo marciapiede è dotato di due panchine.
Rete Ferroviaria Italiana titolare dell’informazione al pubblico delle stazioni ha dotato la stazione di un quadro delle partenze e di due bacheche delle informazioni nell’ingresso (atrio fabbricato viaggiatori); inoltre la stazione è dotata di due monitor per le partenze: uno sul primo marciapiede è uno sul secondo.

## Servizi
La stazione, che RFI classifica nella categoria silver, dispone di:
- Biglietteria automatica
- Sala d'attesa
- Servizi igienici (che ad oggi risultano chiusi provvisoriamente)

## Interscambi
All'uscita della stazione si trovano le fermate delle autolinee urbane e suburbane per la Valle Stura e l'Alta Val d'Orba gestite da AMT.
- Fermata autobus